# Bliski odnosi (2004.)
Bliski odnosi (eng. Closer) film je iz 2004. godine pod režijom Mikea Nicholsa za koji je scenarij prema vlastitoj kazališnoj drami napisao Patrick Marber. U glavnim su ulogama Julia Roberts i Jude Law, a Zlatnim globusima i nominacijama za Oscare nagrađeni su Clive Owen i Natalie Portman.
Film karakterizira jak dijalog koji nosi radnju s vrlo malo likova i vrlo statičnom mizanscenom, a radnja govori o laži u vezama i propitkuje ljubav, iskrenost i odanost. Tijekom filma svaki će od četiriju likova – Anna, Dan, Larry i Alice/Jane – na ovaj ili onaj način završiti zajedno. Iako je film pun iznimno eksplicitnih aluzija na seks, sam taj čin nikad ne prikazuje.
Tagline filma jest "Ako vjerujete u ljubav na prvi pogled, pogledajte bolje."
Predstava na kojoj se temelji ovaj film tijekom kasnijih devedesetih igrala je u zagrebačkom kazalištu Gavella u režiji Nore Krstulović.